# Parankylopteryx burgeoni
Parankylopteryx burgeoni is een insect uit de familie van de gaasvliegen (Chrysopidae), die tot de orde netvleugeligen (Neuroptera) behoort. 
Parankylopteryx burgeoni is voor het eerst wetenschappelijk beschreven door Navás in 1929.